# Raionul Jîtomîr, Jîtomîr
Jîtomîr (în ucraineană Житомирський район, transliterat: Jîtomîrskîi raion) este un raion în regiunea Jîtomîr, Ucraina. Are reședința la Jîtomîr.
Are o suprafață de 10.521,9 km². Populația este de 606.433 locuitori, determinată în 1 ianuarie 2022, prin bilanț demografic[*].